# Fiorii tinereții
Fiorii tinereții (poloneză: Tatarak) este un film polonez din 2009 în regia lui Andrzej Wajda.

## Realizarea filmului
Tatarak este ecranizarea povestirii Tatarak”, de Jarosław Iwaszkiewicz, apărută în anul 1958, fiind completat cu anumite teme din povestirea „Nagle wezwanie”, de Sándora Márai. Filmul începe cu monologul autobiografic al Krystynei Janda – actrița din rolul principal, inspirat din jurnalul acesteia Zapiski ostatnie. Pentru Andrzej Wajda, o altă sursă de inspirație a fost creația pictorului Edward Hopper; decorul din prima scenă a filmului, monologul Martei din hotel, trimit la tabloul „A woman in the sun”.
Filmările au început pe 12 ianuarie și s-au terminat pe 15 septembrie 2008 și au avut loc în Grudziądz, Zalesie, Warka, Jezioro Białe și în Varșovia.
Filmul îi este dedicat lui Edward Kłosiński, soțul Krystynei Janda, care a murit de cancer la plămâni cu opt luni înainte de începerea proiectului. Edward Kłosiński a fost operator de film și a colaborat mulți ani cu Andrzej Wajda.

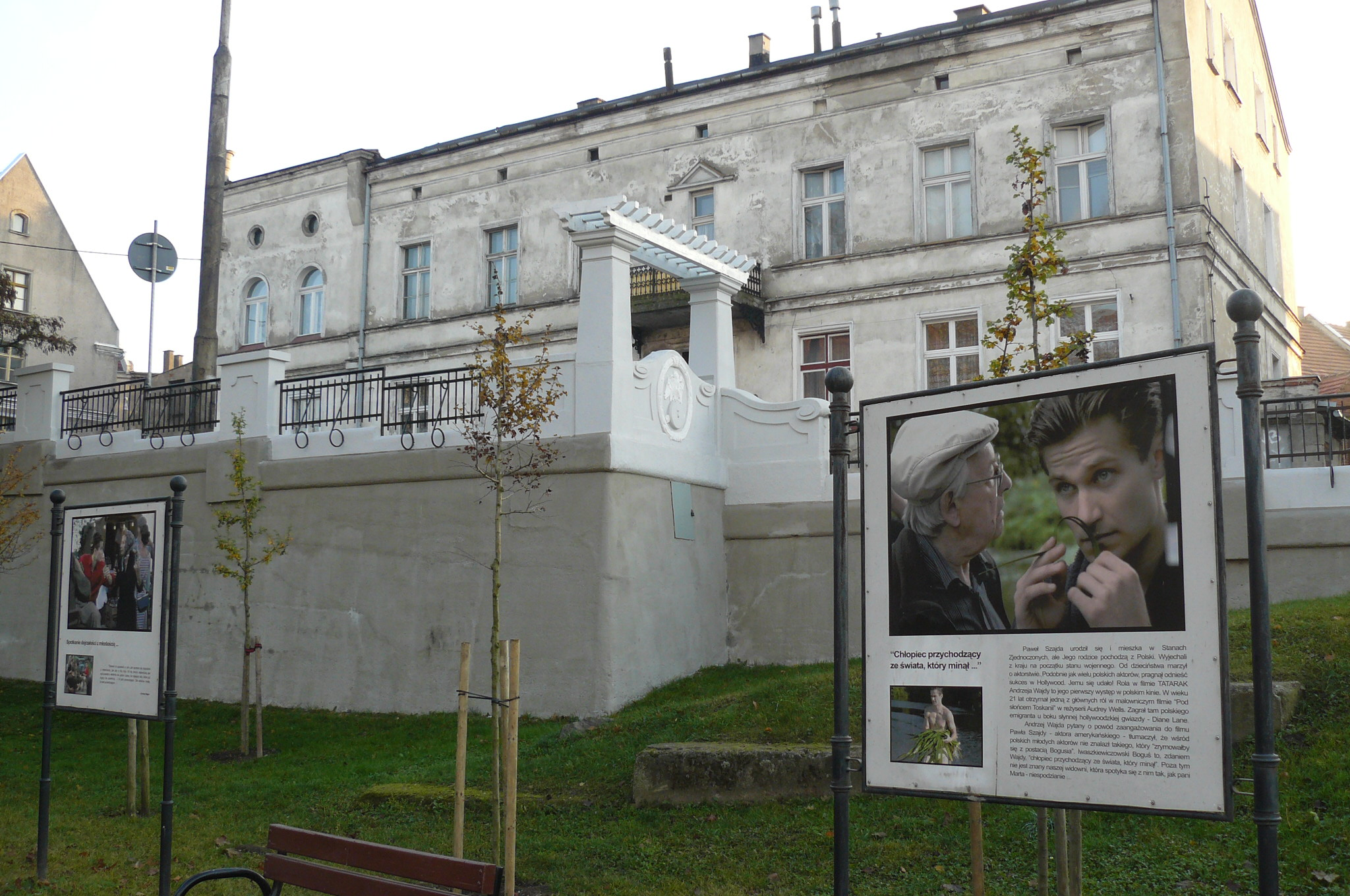
Expoziție de fotografii din scenele filmului Tatarak, în orașul Grudziądz

## Subiectul filmului
Filmul urmărește povestea unei femei trecută de vârsta tinereții, ai cărei fii au murit luptând în Revolta din Varșovia. Femeia duce o viață extrem de monotonă într-un orășel. Totul se va schimba după cel îl va întâlni pe Boguś. Fermecată de acest tânăr, va trece prin experiența celei de-a doua iubiri.

## Distribuția
- Krystyna Janda – Marta / actriță
- Paweł Szajda – Boguś K.
- Jakub Mazurek − Boguś K. (vocea)
- Jan Englert – doctorul, soțul Martei
- Jadwiga Jankowska-Cieślak – prietena
- Julia Pietrucha – Halinka
- Krzysztof Skonieczny − Stasiek
- Paweł Tomaszewski – jucător de bridge
- Mateusz Kościukiewicz – jucător de bridge
- Marcin Łuczak – jucător de bridge
- Jerzy Mizak –el însuși
- Andrzej Wajda – el însuși
- Michał Kasprzak, Krystian Kopański, Karol Kosik, Maciej Kowalik, Arkadiusz Lewicki, Tomasz Łukaszewski, Magdalena Michel, Jarosław Panter, Marcin Starzecki, Maciej Świtajski, Zbigniew Sznitko, Anna Więcek, Jakub Mazurek.

## Premii
- Premiul Alfred Brauner, la Festivalul Internațional de Film de la Berlin din 2009[1]